# نیکول کرامر

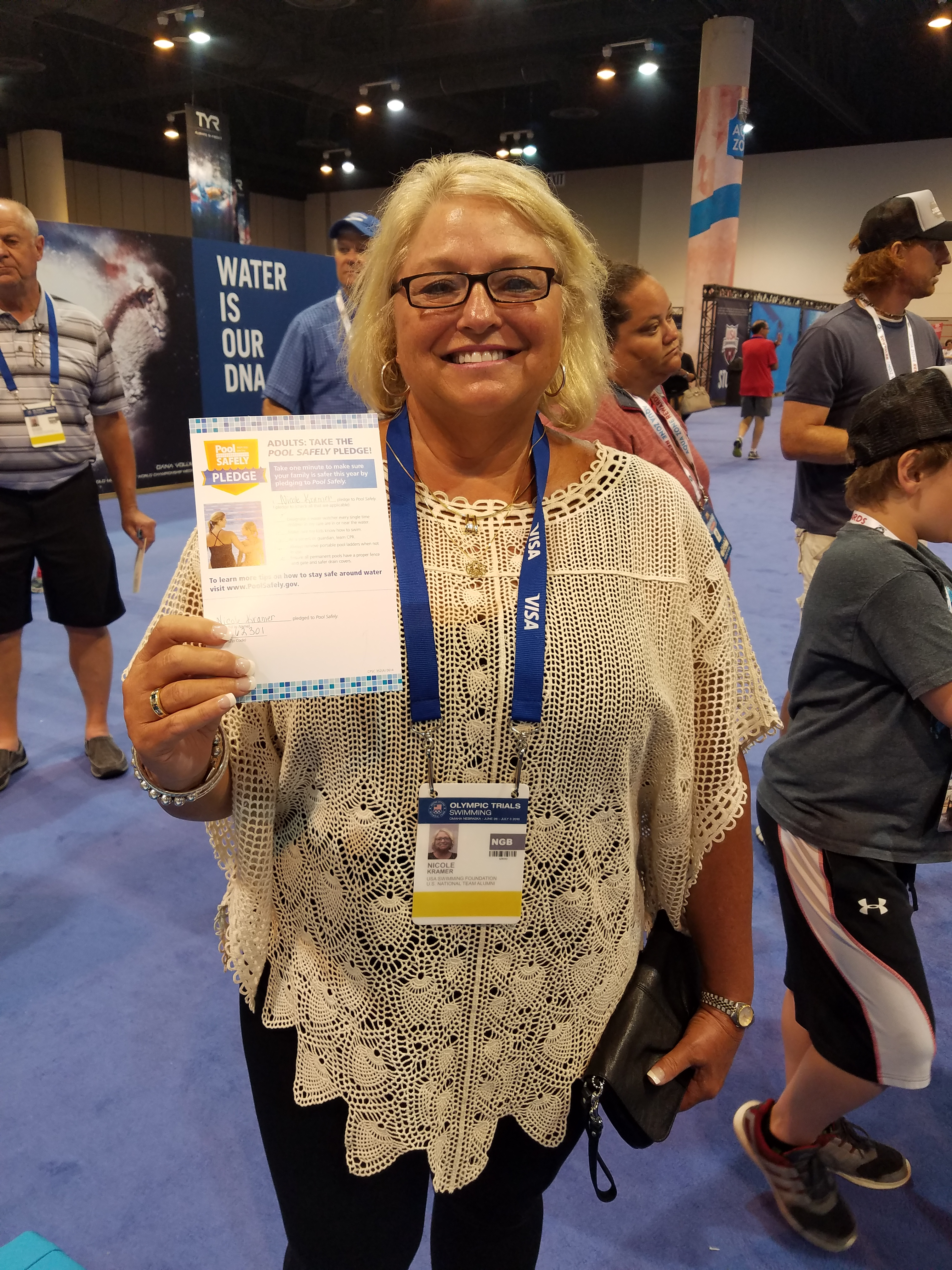
کرامر

نیکول کرامر (به انگلیسی: Nicole Kramer) (زادهٔ ۸ فوریهٔ ۱۹۶۲) شناگر اهل ایالات متحده آمریکا است.